# Jean Cruveilhier

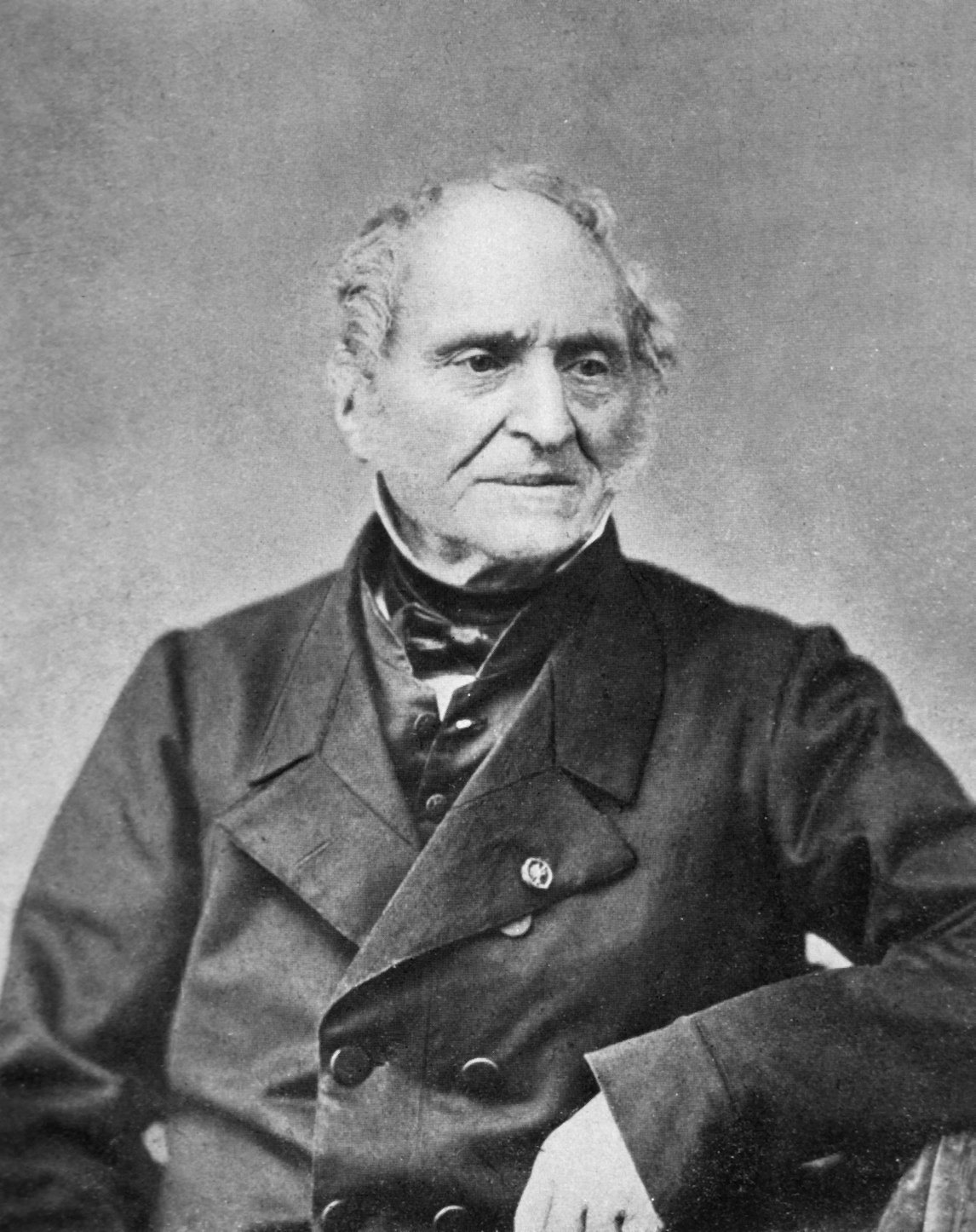
Jean Cruveilhier

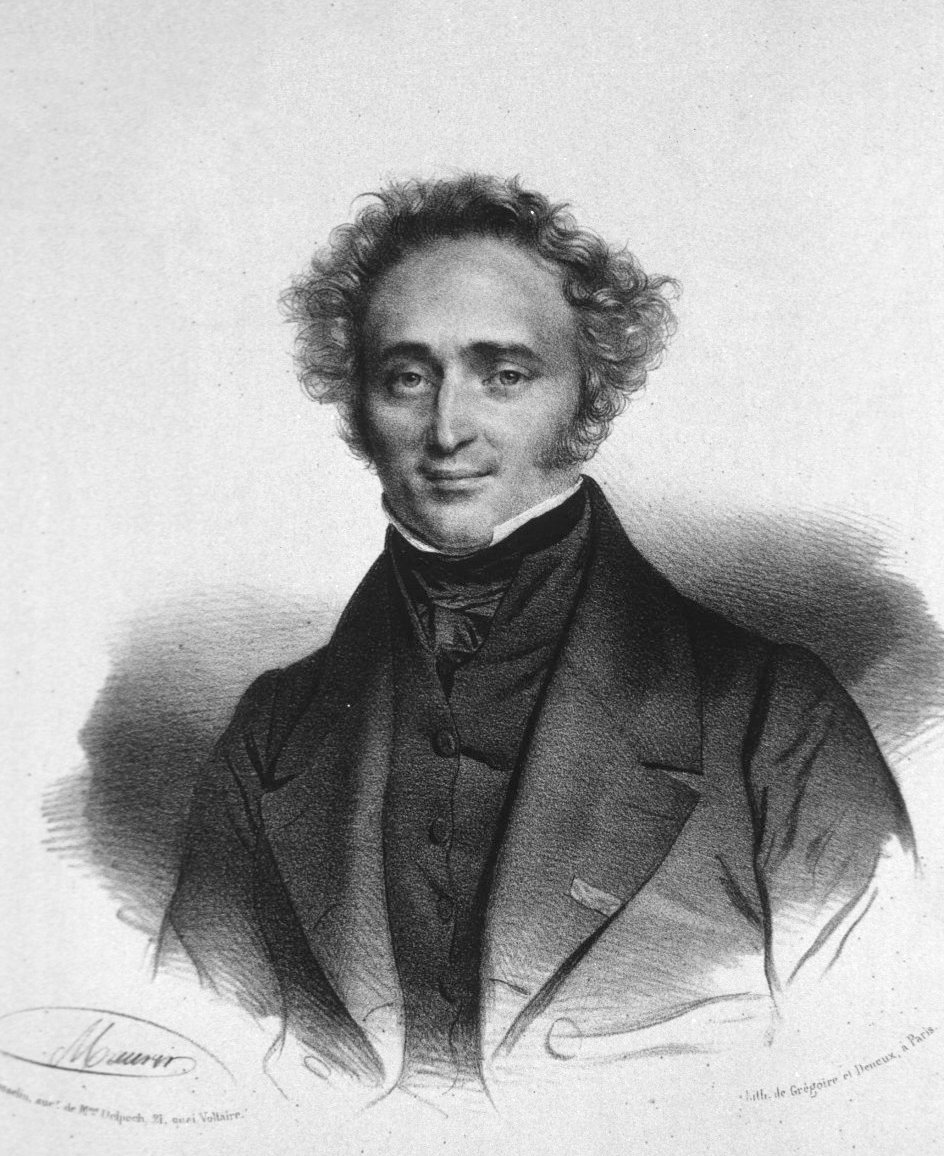
Jean Cruveilhier, 1837

Léon Jean Baptiste Cruveilhier [ʒaˈn krū-vā-yā'] (* 9. Februar 1791 in Limoges; † 10. März 1874  in Sussac, Region Limousin) war ein französischer Arzt, Chirurg, Anatom und Pathologe.

## Leben und Wirken
Jean Cruveilhiers Vater war der Chirurg und Militärarzt Léonard Cruveilhier (1760–1836) und seine Mutter die geborene Anne Reix (1771–1831). Seine Mutter war eine fromme Katholikin und Jean beabsichtigte zunächst Priester zu werden. Aber sein Vater hatte entschieden, dass er Arzt werden solle. Mit neunzehn Jahren ging Jean nach Paris und auf Drängen seines Vaters wurde er ein Schüler von Guillaume Dupuytren, der ein Freund seines Vaters war. Zunächst gab er sein Interesse an den theologischen Studien nicht auf; er schloss sich vorübergehend und heimlich einem Orden im Kloster Saint Sulpice an. Beeinflusst von Dupuytren entwickelte er auch sein späteres Interesse an der Pathologie. Im Jahre 1816 erlangte er in Paris seinen medizinischen Doktortitel. Der Titel seiner Arbeit lautete Essai sur l’anatomie pathologique en general et sur les transformations et productions organiques en particulier.
Cruveilhier kehrte nach Limoges zurück, eröffnete eine Arztpraxis und heiratete am 14. Juni 1819 die geborene Marie Gabrielle Jenny Grellet des Prades de Fleurelle (1801–1849); das Paar hatte acht Töchter und einen Sohn.
Es war wieder sein Vater, der ihn diesmal zur Fortsetzung seiner wissenschaftlichen Laufbahn anregte. Cruveilhier beteiligte sich an einem wissenschaftlichen Wettbewerb, concours an der Pariser Fakultät und gewann den ersten Preis. Mit Protektion durch Duyputren erhielt Cruveilhier im Jahre 1824 einen Ruf als Professor für Chirurgie an der Universität Montpellier und 1836 an der Universität Paris. Er übernahm dort die Lehrtätigkeit des emeritierten Pierre Augustin Béclard (1785–1825) und wurde Professor für deskriptive Anatomie.
Im Jahre 1836 wählte man ihn in die Académie nationale de Médecine, deren Präsident er im Jahre 1839 wurde. Darüber hinaus war er über vierzig Jahre Vorsitzender der Société anatomique in Paris. 
Er veröffentlichte zwischen 1828 und 1842 die Anatomie pathologique du corps humain ou description des diverses altérations morbides dont le corps humain est susceptible avec figures lithographiées et coloriées. Dies war nicht nur ein hervorragender Atlas – der Dupuytren gewidmet wurde und von Jean-Martin Charcot als bewundernswert bezeichnet worden war –, sondern er lieferte auch die ersten Beschreibungen der multiplen Sklerose und spinalen Muskelatrophie auch Cruveilhier Atrophie genannt. Aber auch Beschreibungen von etwa Magengeschwüren, der Pylorusstenose, Divertikeln des Dickdarms, der Phlebitis, des Meningeoms etc. sind in diesem umfangreichen Werk zu finden. Zusammenfassend lässt sich über dieses fundamentale Werk sagen, dass es die umfangreichste Darstellung von Beobachtungen aber vor allem auch Beschreibungen makroskopisch pathologisch-anatomischer Befunde seiner Zeit ist. Die mikroskopische Pathologie hingegen hat in seiner Schule noch keinen Eingang gefunden.
Im Jahre 1834 setzte Dupuytren ein Testament auf und vergab, im Falle seines Todes, 200.000 Franc für den Aufbau eines neuen Lehrstuhls der pathologischen Anatomie sowie den Aufbau eines Museums (Musée Dupuytren) welchem er seine umfangreiche Präparatesammlung zukommen ließ. Der Inhaber dieses Lehrstuhls wurde sein Freund und Protegé, der Pathologe und Anatom Jean Cruveilhier.

## Nach Cruveilhier benannte Strukturen (Auswahl)
- Plexus cervicalis posterior Cruveilhier
- Ulcus simplex Cruveilhier
- Pégot-Cruveilhier–Baumgarten Krankheit

## Schriften (Auswahl)
- Anatomie descriptive. Paris 1834–1836, 4 volumes par Marc Sée et Cruveilhier fils, 1877.
- Anatomie pathologique du corps humain. Paris 1828–1842, 200 planches gravées par Antoine Chazal (1793–1854) d’après ses dessins
- Cours d’études anatomiques. Paris 1830.
- La vie de Dupuytren. Bechet et Labé, Paris 1841.
- Traité d’anatomie pathologique générale. Paris, 1849–1864, 5 volumes en texte intégral sur Gallica.bnf.fr.